# Nejc Pečovnik
Nejc Pečovnik (* 6. März 1992) ist ein slowenischer Fußballspieler.

## Karriere

### Verein
Pečovnik begann seine Karriere beim NK Jarenina. Zur Saison 2006/07 wechselte er in die Jugend des NK Maribor. Zur Saison 2011/12 wechselte er zum Zweitligisten NK Aluminij. In seiner ersten Saison bei Aluminij kam er zu 21 Einsätzen in der 2. SNL. Mit dem Verein stieg er am Saisonende als Zweitligameister in die 1. SNL auf. Sein Debüt in der höchsten Spielklasse gab er im Juli 2012, als er am zweiten Spieltag der Saison 2012/13 gegen den NK Triglav Kranj in der 54. Minute für Gregor Režonja eingewechselt wurde. In jener Spielzeit kam er zu 14 Erstligaeinsätzen. Aluminij stieg allerdings nach nur einer Saison wieder in die 2. SNL ab.
Nach zwei weiteren Zweitligasaisonen, in denen er 22 Spiele absolvierte, wechselte Pečovnik zur Saison 2015/16 nach Österreich zur sechstklassigen TuS St. Peter/Sulmtal. In zweieinhalb Jahren im Sulmtal kam er zu 62 Unterligaeinsätzen, in denen er zehn Tore erzielte. In der Winterpause der Saison 2017/18 kehrte er nach Slowenien zurück und schloss sich dem Drittligisten NK Pohorje an. Für Pohorje spielte er 25 Mal in der 3. SNL. Im Januar 2019 wechselte er ein zweites Mal nach Österreich, diesmal zur fünftklassigen SU Rebenland Leutschach.

### Nationalmannschaft
Pečovnik spielte von August 2008 bis März 2019 fünf Mal für die slowenische U-17-Auswahl. Von November 2011 bis April 2013 kam er zu vier Einsätzen für die U-20-Mannschaft. Im März 2013 spielte er einmal im U-21-Team.